# Netherfield
Netherfield is een fictief landgoed uit Jane Austens klassieker Pride and Prejudice. Charles Bingley, een van de hoofdpersonen, huurt dit landgoed aan het begin van het verhaal. Austen plaatst het landgoed in Hertfordshire, vlak bij het kleine landgoed Longbourn en het fictieve plaatsje Meryton. 
Het volgens Austen "bescheiden landgoed" staat al een tijdje leeg wanneer Charles Bingley besluit het te huren. Bingley heeft veel geld van zijn overleden vader geërfd. Zijn vader had zijn geld verdiend in de handel, en de familie Bingley behoort dus niet tot de "oude rijken". Bingley Sr. was van plan geweest een landgoed te kopen maar overleed voor hij eraan toe kwam. Charles wil wel een landgoed kopen maar weet nog niet goed waar, hij huurt Netherfield dus in eerste instantie voor een jaar om te zien of het hem bevalt.
Vlak na zijn intrek in Netherfield wordt hij voorgesteld aan de familie Bennet, die op het 5 kilometer verderop gelegen kleine landgoed Longbourn woont. Hij wordt onmiddellijk verliefd op de oudste dochter uit het gezin, Jane Bennet. Na aanvankelijk door zijn beste vriend Fitzwilliam Darcy uit Hertfordshire en van Jane te zijn weggelokt keert Bingley toch terug omdat hij Jane niet vergeten kan, en Bingley en Jane trouwen uiteindelijk iets meer dan een jaar nadat Bingley Netherfield voor het eerst betrok.
Na hun huwelijk wonen Bingley en Jane nog ongeveer een jaar op Netherfield. Bingley koopt uiteindelijk toch een landgoed, in een graafschap dat grenst aan Derbyshire, waar zijn beste vriend Darcy woont met zijn vrouw Elizabeth, de jongere zuster van Jane. 